# Cotan
Cotan, jedno od straih indijanskih sela koje se 1585. nalazilo, prema Hodgeu kod današnjeg Ransomvillea u okrugu Beaufort u Sjevernoj Karolini. Na starim mapama označeno je kao Cotam ili Cotan. Na De Bryovoj mapi ucrtano je na nekoj pritoci koja sa sjevera utječe u rijeku Pamlico. 
Prema mišljenu vodečeg autoriteta za karolinske Indijance nalazilo se kod Bath Creeka, kod starog rada bath, a pripadalo je plemenu Secotan;.